# Gremio de Panaderos de Barcelona
El Gremio de Panaderos de Barcelona (Gremi de Flequers de Barcelona) es una institución que agrupa los profesionales del sector de la panadería de Barcelona y defiende los empresarios del sector. Su sede está en la calle Pau Claris de Barcelona y su actual presidente es Jaume Bertrán.

## Historia
El Gremio de Panaderos fue fundado el 15 de agosto de 1368 de la unión de los gremios de horneros y panaderos bajo Pedro el Ceremonioso como Cofradía de Sant Miquel Arcàngel, siendo por lo tanto una de las instituciones en activo más antiguas de Europa. Su santo patrón es San Miguel. El 1474 el rey Juan II confirmó el oficio de panadero. El 16 de julio de 1493 se ordenó que los panaderos y los panaderos a vender el pan en los mercados públicos. Su insignia aparece en una baldosa del Salón de Ciento del Ayuntamiento de Barcelona.
La primera sede del Gremio fue el convento de Sant Agustí Vell, pero después del sitio de Barcelona de 1714 se trasladó al barrio del Arrabal. El 1869 se formó el Mont de Pietat de Sant Honorat, que el 1895 se convirtió en Centro Gremial de Sant Honorat, corporación profesional. Actualmente también hace tareas de asesoría laboral y profesional a sus afiliados, así como cursos de formación.

## Funciones
- Es el interlocutor válido ante las Instituciones en representación de los panaderos
- Forma parte de la mesa negociadora del convenio laboral
- Divulga información a sus asociados